# Holy Cross Crusaders

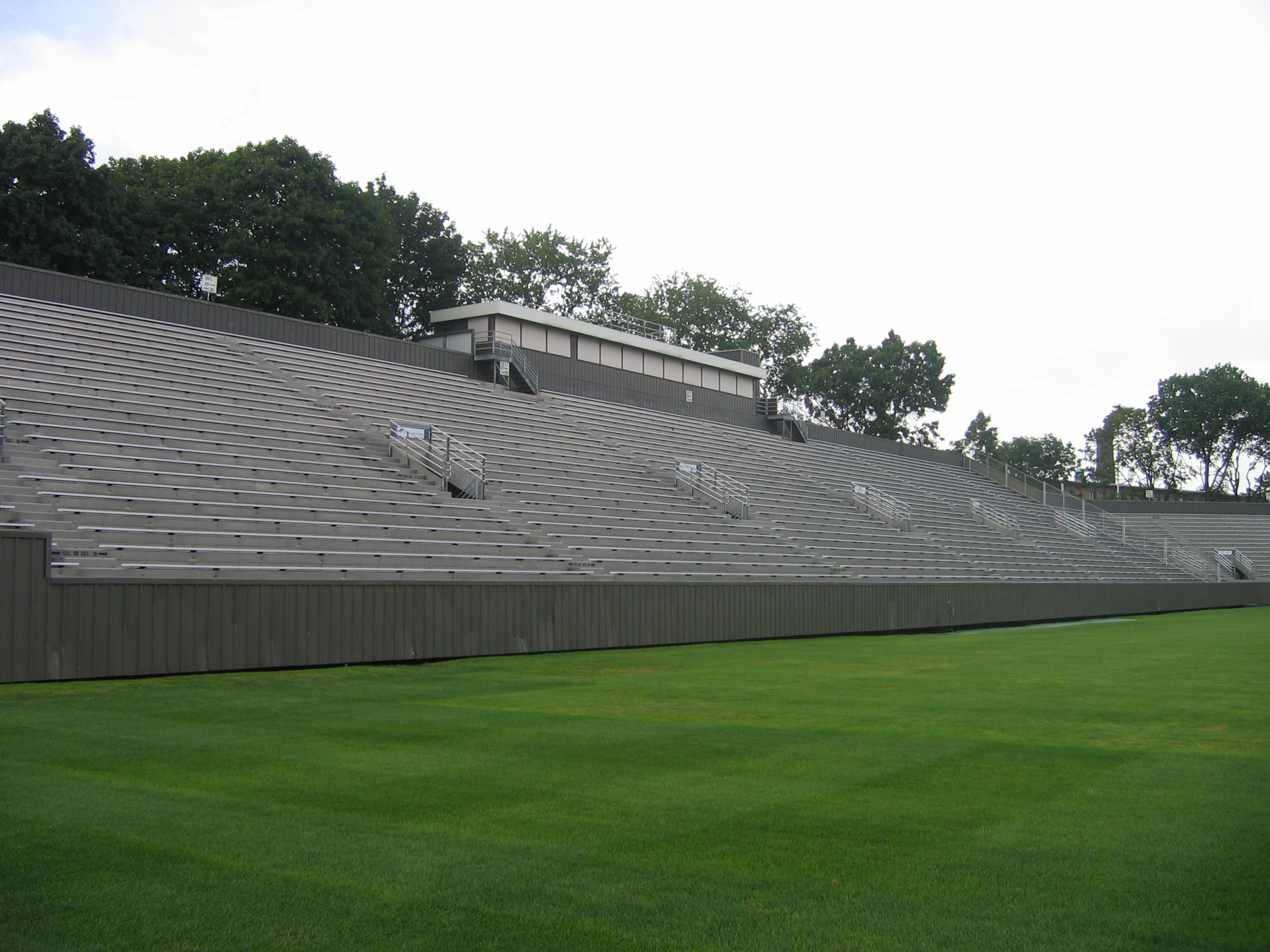
Fitton Field.

Holy Cross Crusaders (español: cruzados del Colegio de la Santa Cruz) es el nombre de los equipos deportivos del College of the Holy Cross, situado en Worcester, Massachusetts, fundado en 1845. Los equipos de los Crusaders participan en las competiciones universitarias organizadas por la NCAA, y forman parte de la Patriot League.

## Apodo y mascota
La primera asociación del nombre de crusader con Holy Cross data del año 1884, cuando en el banquete anual de los alumnos en Boston, un caballero cruzado montado a caballo apareció en el encabezamiento del menú. El nombre fue redescubierto en 1925 por Stanley Woodward, un periodista deportivo del Boston Herald, que se refirió a los jugadores del equipo de béisbol con ese apodo. Enterados los alumnos del centro, decidieron someter a votación el apodo oficial de la escuela, junto con los usados en ese momento, los chiefs y los sagamores.
El resultado de la misma fue: Crusaders 143, Chiefs 17, Sagamores 7.

## Equipos
Los Crusaders tienen 25 equipos oficiales:
| - Masculino - Baloncesto - Fútbol - Cross - Golf - Atletismo - Natación y Saltos - Remo - Lacrosse - Tenis - Hockey sobre hielo - Béisbol - Fútbol americano | - Femenino - Baloncesto - Fútbol - Cross - Golf - Atletismo - Natación y Saltos - Remo - Lacrosse - Tenis - Hockey sobre hielo - Hockey sobre hierba - Sóftbol - Voleibol |

## Baloncesto
El equipo masculino de baloncesto de Holy Cross es uno de los que más alegrías ha dado a la universidad. Se proclamaron Campeones de la NCAA en el año 1947, y posteriormente campeones del NIT en 1954. en doce ocasiones han llegado al Torneo final de la NCAA, la última de ellas en 2007, aunque no ganan una eliminatoria en dicho torneo desde 1953. Han ganado la Patriot League en cinco ocasiones (1993, 2001, 2002, 2003, 2007) desde su formación en 1986.
Un total de 28 jugadores han entrado en alguna ocasión en el Draft de la NBA, aunque solamente ocho de ellos llegaron a jugar en la liga profesional. De entre todos ellos destacan las figuras de los miembros del Basketball Hall of Fame Bob Cousy y Tom Heinsohn y el puertorriqueño Michael Vicéns. 

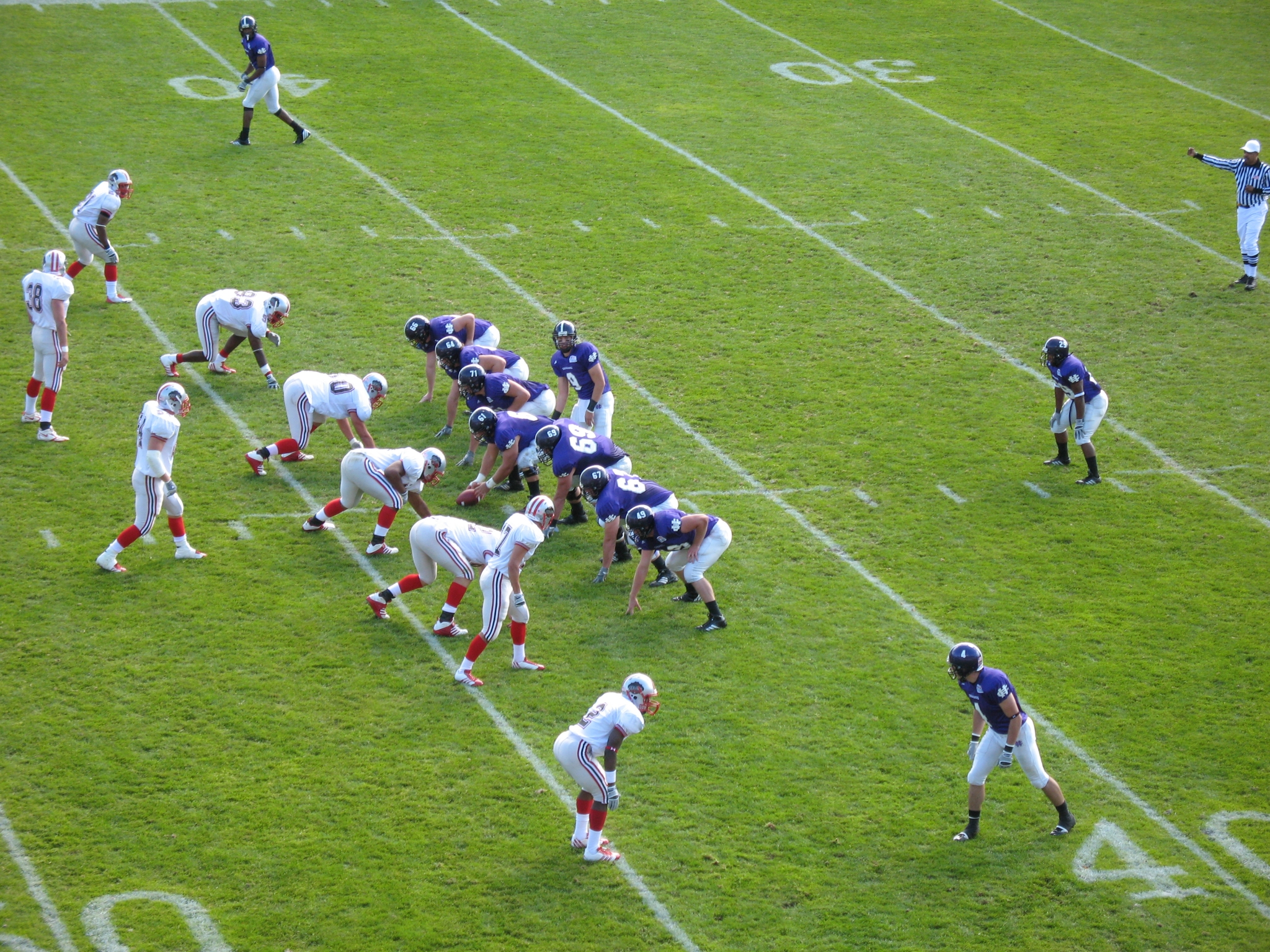
Partido de fútbol americano contra Brown.

## Béisbol
El otro título nacional conseguido a lo largo de la historia por un equipo de la universidad lo logró el de béisbol en el año 1952. El equipo es recordado por ser el único del noreste de los Estados Unidos en conseguir ganar las World Series universitarias.
Un total de 77 jugadores procedentes de Holy Cross han llegado a jugar en las Ligas Mayores de Béisbol.

## Fútbol americano
El equipo de fútbol americano ha ganado en 5 ocasiones el título de la Patriot League, la última de ellas en 1996. 72 de sus jugadores han formado parte en alguna ocasión de las plantillas de los equipos de la NFL, la liga profesional estadounidense.

## Hockey sobre hielo
El equipo de hockey sobre hielo de los Crusaders pasó a la historia el 24 de marzo de 2006, tras derrotar en la primera ronda del Torneo de la NCAA a los Golden Gophers de la Universidad de Minnesota en la prórroga por 4-3, siendo la primera vez que un equipo preclasificado en el puesto 15 o 16 ganaba a uno de los dos favoritos de la competición.
En cuanto al título de conferencia, lo ha ganado en tres ocasiones, la última de ellas en 2006.

## Instalaciones deportivas
- Fitton Field. Es un estadio multiusos que alberga a los equipos de fútbol americano y de béisbol. Fue inaugurado en 1905, y en 1921 se convirtió en el hogar de los Crusaders. Tiene una capacidad de 23.500 espactadores para el fútbol y de 3.000 para el béisbol.
- Hart Recreation Center. Fue construido en 1975, y tiene una capacidad de 3.600 espectadores. Alberga las competiciones de los equipos de baloncesto masculino y femenino.
- Hart Ice Rink. Es la pista de hielo de la universidad, con capacidad para 1050 espectadores.
- Hart Swimming Pool. Es la piscina cubierta de la universidad, de 25 yardas. En ella se disputan las competiciones de natación.
- Linda Johnson Smith Stadium. con una capacidad para 1350 espectadores, fue inaugurado en 2006. Alberga los partidos de fútbol.[7]